# Холодний Яр (село)
Холо́дний Яр —  село в Україні, у Роменському районі Сумської області. Населення становить 103 осіб. (Уточнення: на 1 січня 2010 року населення становило 25 осіб, які мешкали у 14 садибах. З них лише 6 осіб непенсійного віку). Входить до складу Недригайлівської селищної громади. До 2020 року орган місцевого самоврядування — Засульська сільська рада.

## Географія
Село Холодний Яр знаходиться за 2 км від правого берега річки Сула. На відстані 1 км розташовані села Дігтярка і Цибуленки. По селу протікає пересихаючий струмок з загатою. До села примикає лісовий масив (дуб).

## Історія
12 червня 2020 року, відповідно до розпорядження Кабінету Міністрів України № 723-р «Про визначення адміністративних центрів та затвердження територій територіальних громад Сумської області», село увійшло до складу Недригайлівської селищної громади.
19 липня 2020 року, в результаті адміністративно-територіальної реформи та ліквідації Недригайлівського району, село увійшло до складу новоутвореного  Роменського району.

## Населення

### Мова
Розподіл населення за рідною мовою за даними перепису 2001 року:
| Мова       | Кількість | Відсоток |
| ---------- | --------- | -------- |
| українська | 102       | 99.03%   |
| російська  | 1         | 0.97%    |
| Усього     | 103       | 100%     |